# Bad Kleinkirchheim
Bad Kleinkirchheim je občina in istoimensko naselje v okraju Špital ob Dravi v avstrijski zvezni deželi Koroški.

## Geografija

### Lokacija
Povprečna nadmorska višina Bad Kleinkirchheima je 1087 mnm. Občina obsega 74,01 kvadratnih kilometrov. Nahaja se v dolini na južni meji gorskega narodnega parka Nockberge med Milštatskim jezerom in dolino reke Krke. 35 % površine obsega gorske travnike, 28 % gozdnata območja, približno 9,6 % je travnikov in polj, 1,3 % je pašnikov; le 0,1 % je majhnih potokov in vodnih površin.
Najbližji železniški povezavi sta v Beljaku, ki je oddaljen 30 km (cesta preko naselja Radenthein/ Radenče), in v Feldkirchnu /Trg (na poti od Celovca), ki je oddaljen 24 km.

### Ureditev občine
Bad Kleinkirchheim je razdeljen na tri katastrske občine: Kleinkirchheim, Sankt Oswald in Zirkitzen. Nadalje je razdaljen na devet vasi (Ortschaften):
| Mala cerkvica (Kleinkirchheim)       | Sv. Ožbalt (Sankt Oswald)       | Cerknica (Zirkitzen) |
| Aigen (prebivalci: 57)               | Sv. Ožbalt (Sankt Oswald) (168) | Rottenstein (99)     |
| Bach (302)                           | Staudach (167)                  | Zirkitzen (418)      |
| Mala cerkvica (Kleinkirchheim) (357) |                                 |                      |
| Obertschern (127)                    |                                 |                      |
| Unterschern (168)                    |                                 |                      |

## Zgodovina
Prvotna naselbina naj ne bi obstajala pred rimsko dobo. Prvi je bil na tem območju pisno omenjen duhovnik po imenu Pabo (5. julij 1166), v dokumentu, s katerim je salzburški nadškof Konrad II potrdil donacijo za kapelo na območju današnjega naselja. To naj bi bila prva omemba Bad Kleinkirchheima.
Septembra leta 1473 so bili na tem področju turški vpadi, Turki so oropali naselje in opustošili doline v regiji. 25. junija 1478 je skupina približno 600-tih kmetov neuspešno poskušala izslediti njihove vodje. Turki so do leta 1480 odšli, verjetno zaradi invazije Madžarov.
Med reformacijo je mnogo kmetov prestopilo v luteransko vero, konec 16. stoletja pa je bila prebivalcem dana svoboda veroizpovedi. Ko je zavladal svetorimski cesar Ferdinand II., je postala uradna avstrijska veroizpoved rimokatolištvo, vendar so protestanti kljub temu uspeli pretihotapiti knjige in imeti skrivna srečanja. Do leta 1781 so imeli protestanti ali judje skorajda enake pravice kot katoliki. 
Bad Kleinkirchheim je v času Napoleonovih vojn za kratek čas spadal pod francosko upravo. Tudi revolucija leta 1848 je vplivala na regijo, z njo so kmetje (ki so bili tedaj večinski prebivalci) dobili več pravic.
Končno je leta 1973 Bad Kleinkirchheim uradno dobil današnje ime s pridevkom »Bad« (toplice) pred dotedanjim imenom Kleinkirchheim (dobeseden prevod: Klein-kirch-heim = majhna-cerkev-dom), zaradi priljubljenega termalnega izvira.

## Demografija
Bad Kleinkirchheim ima po podatkih iz leta 2011 uradno 1.781 prebivalcev. Preglednica naraščanja števila prebivalcev po letu 1869:
| Leto | Prebivalcev |
| ---- | ----------- |
| 1869 | 915         |
| 1880 | 968         |
| 1890 | 970         |
| 1900 | 968         |
| 1910 | 1.062       |
| 1923 | 944         |
| 1934 | 1.055       |
| 1939 | 1.043       |
| 1951 | 1.268       |
| 1961 | 1.352       |
| 1971 | 1.731       |
| 1981 | 1.783       |
| 1991 | 1.889       |
| 2001 | 1.863       |
| 2011 | 1.781       |

Povprečna gostota prebivalstva občine Bad Kleinkirchheim je 24 ljudi na kvadratni kilometer, kar je malo v primerjavi z zvezno deželo Koroško (59) in Avstrijo kot celoto (99). Zmanjševanje števila prebivalcev med letoma 1910 in 1923 je povzročila prva svetovna vojna, porast med letoma 1951 in 1971 pa porast turističnih storitev.
93,4 % prebivalcev Bad Kleinkirchheima je avstrijske narodnosti. Največji delež tujih prebivalcev izhaja iz jugovzhodne Evrope (Jugoslavija 1,7 %, Hrvaška 1,0 %, Bosna in Hercegovina 0,5 %) in Nemčije (1,4 %). 95,2 % prebivalcev govori nemško, 1,8 % srbsko in 1,0 % hrvaško. 62,3 % prebivalcev pripada rimokatoliški veri, 30,8 % je protestantov in 2,0 % pravoslavcev, 0,8 % je muslimanov, 3,5 % pa brez veroizpovedi.

## Zgradbe
Poleg številnih starih avtohtonih kmetij in mlinov je Bad Kleinkirchheim najbolj znan po cerkvi Sv. Katarine, ki je bila okrog leta 1492 zgrajena na področju termalnega izvira. Danes sta v Bad Kleinkirchheimu dva javna kopališka objekta, Therme St. Kathrein in Römerbad, mnogi hoteli pa imajo tudi svoje lastne termalne kapacitete. Termalna voda je ob zajetjih razmeroma hladna, saj ne presega 36 °C.

## Šport
Bad Kleinkirchheim je poleg termalnih vrelcev znan predvsem kot eno večjih koroških smučarskih središč, po podatkih iz leta 2009 ima na voljo 101km urejenih smučarskih prog, sankaške proge in proge za tek na smučeh, številna pobočja pa so primerna za turno smuko. Bil je tudi prizorišče tekmovanj za svetovni pokal v alpskem smučanju. Lokalni smučarski klub Ski Club Kleinkirchheim je bil ustanovljen leta 1947 in ima okrog 2000 članov. Častni član kluba je smučar Franz Klammer, rojen v bližnjem kraju Mooswald ob reki Dravi. Po njem sta imenovani dve smučarski progi.
Poleg smučanja je na območju naselja mogoče igrati tudi nogomet, golf, in tenis. Bad Kleinkirchheim ima tudi šahovski klub. V poletnih mesecih turistična ponudba zajema gorništvo in pohodništvo, urejenih je veliko gorskih pešpoti in kolesarskih stez. 

## Politika
Župan občine je Matthias Krenn (FPK). Lokalna uprava šteje 15 članov. Med njimi jih je 7 iz stranke FPK, 4 SPÖ, 3 ÖVP, 1 pa je neodvisen.